# Episinus bruneoviridis
Episinus bruneoviridis är en spindelart som först beskrevs av Cândido Firmino de Mello-Leitão 1948. 
Episinus bruneoviridis ingår i släktet Episinus och familjen klotspindlar. Inga underarter finns listade i Catalogue of Life.